# Legyezőszárnyúak
A legyezőszárnyúak (Strepsiptera) rendjébe mintegy 610 ismert faj tartozik.

## Származásuk, elterjedésük
Rokonsági viszonyaik tisztázatlanok, talán a bogarakkal vagy a legyekkel állnak közelebbi kapcsolatban.
Világszerte elterjedtek; Magyarországon több mint 40 fajuk él.

## Megjelenésük, felépítésük
Többnyire aprócska rovarok, a hímek 0,2-6, a nőstények pedig 0,2–26 mm hosszúak. Fejük összeolvadt az első torszelvénnyel; az így létrejött testrész a fejtor.
Erőteljes ivari dimorfizmus jellemzi a kifejlett állatokat (a felnőtt állatok kevéssé hasonlítanak egymásra).

### Hímek
A ránézésre légyre emlékeztető hím imágó feje viszonylag széles. Rágó szájszervei vannak, de nem táplálkozik. Szederszerűen kidülledő szeme rovarszemhez képest kevés ommatidából áll, a lárvák szeméhez hasonlít. Csápja 4–7 ízből áll,és  egy vagy több ízen nyúlványok nőnek. Előtora rövid, utótora megnagyobbodott, innen ered egyetlen pár, szokatlanul széles és redukált erezetű szárnya. Az elülső szárnypár csökevényes, úgynevezett rezgettyű (haltera) szerkezete és funkciója a legyek billérjével analóg. Lábfeje 1–5 ízű. Potroha tízszelvényű; a potrohganglionok két csomóba olvadtak össze.

### Nőstények
A nőstények teste (a Mengenillidae család kivételével) lárvaszerű úgy, hogy ventrális oldalának csak egy része válik el a pupáriumtól. A pupárium fala és a hasi oldal között kialakult üreg a költőcsatorna, ami a fejtor hátsó széléhez közel nyílik a felszínre. A kifejlett nőstények a gazdaegyed testében élnek, és megőrzik lárvaszerű jellegüket, így például nincsenek külső ivarszerveik (neoténia).

## Életmódjuk, élőhelyük
Valamennyi fajuk rovarokban fejlődő parazitoid vagy parazita. Jellemző gazdafajaik a méhek, a darazsak, a kabócák és a csótányok. Leggyakoribb fajuk a kabócafajokat fertőző Elenchus tenuicornis. 

### Egyedfejlődésük
Elevenszülők. Parányi, ősi rovarokra emlékeztető első stádiumú lárváik az 1–5 ivarjáraton jutnak a költőcsatornába, majd onnan a külvilágra. Befurakszanak a gazdaállat testébe, ahotl vedlenek, elvesztik lábukat, szemüket, csápjukat, és a gazda testüregében fejlődnek tovább. Idővel megközelítik a gazdarovar kutikuláját.
A Mengenillidae család lárvái az utolsó (4.) lárvastádiumban az előző két fejlődési alak pupáriumként funkcionáló kutikulájában maradva kifurakszanak, és „bábbá” majd imágóvá alakulnak.
A többi család lárvái közül a nőstények csak fejüket tolják ki a külvilágra, a hímek viszont szárnyas imágóként távoznak onnan. A hím párzószerve a költőcsatornán behatolva éri el a nőstény potrohát, és ott termékenyíti meg a testüregben szórtan elhelyezkedő petesejteket.
A gazda testéből szétszóródó lárvák újabb gazdákat fertőznek. A gazda ivarszerveit gyakran elpusztítják, és hatásukra gyakran a fertőzött rovar morfológiája is jelentősen megváltozik.
A fertőzött gazdaállatot rendszerint nem pusztítják el.